# Grand Prix-wegrace van Spanje 1955
De Grand Prix-wegrace van Spanje 1955 was de eerste Grand Prix van wereldkampioenschap wegrace voor motorfietsen in het seizoen 1955. De races werden verreden op 1 mei 1955 op het Circuito de Montjuïc, een stratencircuit bij de berg Montjuïc ten zuidwesten van Barcelona. In deze Grand Prix kwamen de 500cc-, 125cc- en de zijspanklasse aan de start.

## Algemeen
De GP van Spanje had drie jaar achter elkaar het seizoen af moeten sluiten, waardoor er geen spanning meer was omdat de meeste wereldtitels al beslist waren. Daar had men over geklaagd en in 1955 mocht men het seizoen weer openen. Erg druk was het echter niet: de 125cc-klasse en de 500cc-klasse kenden elk slechts vijftien deelnemers en bij de zijspanrace startten slechts tien combinaties.

## 500cc-klasse
Regerend wereldkampioen Geoff Duke viel uit door ontstekingsproblemen, maar zijn Gilera-teamgenoot Reg Armstrong won de race voor Carlo Bandirola, die ondanks zijn snelste ronde toch op ruim een halve minuut achterstand werd gereden. Op zijn beurt bleef hij Umberto Masetti ook weer 40 seconden voor. Slechts acht deelnemers bereikten de finish.
| Pos | Coureur           | Merk      | Tijd       | Punten |
| --- | ----------------- | --------- | ---------- | ------ |
| 1   | Reg Armstrong     | Gilera    | 1:50"20'41 | 8      |
| 2   | Carlo Bandirola   | MV Agusta | +31'89     | 6      |
| 3   | Umberto Masetti   | MV Agusta | +1"19'86   | 4      |
| 4   | Orlando Valdinoci | Gilera    | +1"20'69   | 3      |
| 5   | Nello Pagani      | MV Agusta | +1 ronde   | 2      |
| 6   | Tito Forconi      | MV Agusta | +1 ronde   | 1      |
| 7   | Giuseppe Colnago  | Gilera    | +2 ronden  |        |
| 8   | Alfredo Flores    | Norton    | +2 ronden  |        |

| Coureur            | Merk       | Oorzaak    |
| ------------------ | ---------- | ---------- |
| John Grace         | Norton     | Val        |
| Ken Kavanagh       | Moto Guzzi |            |
| Francisco González | Norton     |            |
| Dickie Dale        | Moto Guzzi | Val        |
| Geoff Duke         | Gilera     | Ontsteking |
| Stanley Dibben     | Norton     |            |
| Duilio Agostini    | Moto Guzzi | Ongeval    |

| Coureur           | Merk       | Oorzaak |
| ----------------- | ---------- | ------- |
| Bob Brown         | Matchless  |         |
| Jack Ahearn       | Norton     |         |
| Auguste Goffin    | Norton     |         |
| Firmin Dauwe      | Norton     |         |
| Léon Martin       | Gilera     |         |
| Ernst Riedelbauch | BMW        |         |
| Walter Zeller     | BMW        |         |
| Jacques Collot    | Norton     |         |
| Pierre Monneret   | Gilera     |         |
| Bill Lomas        | Moto Guzzi |         |
| Bob McIntyre      | Norton     |         |
| Derek Ennett      | Matchless  |         |
| Jack Brett        | Norton     |         |
| John Clark        | Matchless  |         |
| John Hartle       | Norton     |         |
| John Storr        | Norton     |         |
| Alfredo Milani    | Gilera     |         |
| Libero Liberati   | Gilera     |         |
| Drikus Veer       | Gilera     |         |
| Peter Murphy      | Matchless  |         |
| Eddie Grant       | Norton     |         |

## 125cc-klasse
Nu NSU zich had teruggetrokken was de weg in de 125cc-klasse weer vrij voor de Italiaanse merken. Luigi Taveri had het seizoen 1954 al afgesloten op een MV Agusta 500 4C, maar kwam nu in de lichtere klassen aan de start. Hij won de 125cc-race met de MV Agusta 125 Bialbero voor Romolo Ferri met de Mondial, die vlak voor Carlo Ubbiali finishte.
| Pos | Coureur            | Merk      | Tijd      | Punten |
| --- | ------------------ | --------- | --------- | ------ |
| 1   | Luigi Taveri       | MV Agusta | 58"59'92  | 8      |
| 2   | Romolo Ferri       | Mondial   | +34'71    | 6      |
| 3   | Carlo Ubbiali      | MV Agusta | +34'88    | 4      |
| 4   | Giuseppe Lattanzi  | Mondial   | +1"03'97  | 3      |
| 5   | Angelo Copeta      | MV Agusta | +2"05'7   | 2      |
| 6   | Marcelo Cama       | Montesa   | +2"06'58  | 1      |
| 7   | Juan Atorrasagasti | MV Agusta | +2"16'16  |        |
| 8   | Francisco González | Montesa   | +1 ronde  |        |
| 9   | Carlos Del Val     | Mondial   | +1 ronde  |        |
| 10  | Enrique Sirera     | Montesa   | +2 ronden |        |
| 11  | Willi Scheidhauer  | MV Agusta | +3 ronden |        |

| Coureur           | Merk      | Oorzaak |
| ----------------- | --------- | ------- |
| Mario Carando     | MV Agusta |         |
| Tarquinio Provini | Mondial   | Val     |
| Juan Bertrand     | Montesa   |         |
| John Grace        | Montesa   |         |

| Coureur             | Merk      |
| ------------------- | --------- |
| Rudolf Grimas       | Mondial   |
| August Hobl         | DKW       |
| Bernhard Petruschke | IFA       |
| Erich Wünsche       | DKW       |
| Karl Lottes         | MV Agusta |
| Siegfried Wünsche   | DKW       |
| Willi Scheidhauer   | MV Agusta |
| Bill Lomas          | MV Agusta |
| Bill Webster        | MV Agusta |
| Ross Porter         | MV Agusta |
| Paolo Campanelli    | Mondial   |
| Remo Venturi        | MV Agusta |

## Zijspanklasse
Ook in de zijspanrace kwamen de regerende wereldkampioenen (Wilhelm Noll en Fritz Cron) niet aan de start, maar BMW was overduidelijk te sterk voor de Nortons. Willi Faust en Karl Remmert wonnen met bijna een minuut voorsprong op Cyril Smith en Stanley Dibben en met ruim twee minuten voorsprong op Eric Oliver met zijn nieuwe bakkenist Eric Bliss.
| Pos | Coureur        | Bakkenist       | Merk   | Tijd       | Punten |
| --- | -------------- | --------------- | ------ | ---------- | ------ |
| 1   | Willi Faust    | Karl Remmert    | BMW    | 1:02"02'95 | 8      |
| 2   | Cyril Smith    | Stanley Dibben  | Norton | +59'45     | 6      |
| 3   | Eric Oliver    | Eric Bliss      | Norton | +2"18'89   | 4      |
| 4   | Rudolf Koch    | Christian Wirth | BMW    | +1 ronde   | 3      |
| 5   | Ernesto Merlo  | Vittorio Mussa  | Gilera | +1 ronde   | 2      |
| 6   | Roland Benz    | Jakob Kuchler   | Norton | +2 ronden  | 1      |
| 7   | Fron Purslow   | Alan Goodwin    | BSA    | +2 ronden  |        |
| 8   | Bill Beevers   | Brian Morris    | Norton | +2 ronden  |        |
| 9   | Luigi Marcelli | Lorenzo Dobelli | Norton | +2 ronden  |        |

| Coureur       | Bakkenist | Merk | Oorzaak |
| ------------- | --------- | ---- | ------- |
| Roger Montané | Onbekend  | Clua | Ongeval |

| Coureur           | Bakkenist          | Merk      | Oorzaak |
| ----------------- | ------------------ | --------- | ------- |
| Wilhelm Noll      | Fritz Cron         | BMW       |         |
| Bob Mitchell      | Max George         | Norton    |         |
| Julien Deronne    | Bruno Leys         | BMW       |         |
| Florian Camathias | Maurice Büla       | BMW       |         |
| Fritz Seeber      | Franz Heiß         | BMW       |         |
| Walter Schneider  | Hans Strauß        | BMW       |         |
| Jacques Drion     | Inge Stoll-Laforge | Norton    |         |
| Jean Murit        | Francis Flahaut    | BMW       |         |
| Bill Boddice      | William Storr      | Norton    |         |
| Ernie Walker      | Dun Roberts        | Norton    |         |
| Frank Taylor      | Ron Taylor         | Norton    |         |
| Jackie Beeton     | Charles Billingham | Norton    |         |
| Pip Harris        | Ray Campbell       | Matchless |         |
| Henk Steman       | Mappie de Haas     | BMW       |         |

## Trivia

### Stanley Dibben
Bakkenist Stanley Dibben nam ook deel aan de 500cc-race met een Norton Manx. Dat was hem niet vreemd, want hij had niet alleen geracet met zijn zelf opgebouwde Norton, hij had ook het featherbed frame getest en was tijdens een van die tests op het Motor Industry Research Association testcircuit toevallig als "ballast" voor de Norton-Watsonian-combinatie van Eric Oliver gezet en zo was zijn carrière als bakkenist begonnen.

### Lorenzo Dobelli
Lorenzo Dobelli was als bakkenist al twee keer wereldkampioen geweest met Eric Oliver, maar was eind 1952 gestopt. Nu keerde hij terug in het zijspan van Luigi Marcelli.
1950 · 1951 · 1952 · 1953 · 1954 · 1955 · 1957 · 1958 · 1959 · 1960 · 1961 · 1962 · 1963 · 1964 · 1965 · 1966 · 1967 · 1968 · 1969 · 1970 · 1971 · 1972 · 1973 · 1974 · 1975 · 1976 · 1977 · 1978 · 1979 · 1980 · 1981 · 1982 · 1983 · 1984 · 1985 · 1986 · 1987 · 1988 · 1989 · 1990 · 1991 · 1992 · 1993 · 1994 · 1995 · 1996 · 1997 · 1998 · 1999 · 2000 · 2001 · 2002 · 2003 · 2004 · 2005 · 2006 · 2007 · 2008 · 2009 · 2010 · 2011 · 2012 · 2013 · 2014 · 2015 · 2016 · 2017 · 2018 · 2019 · 2020 · 2021 · 2022 · 2023 · 2024 · 2025